# Lipotactes longicauda
Lipotactes longicauda är en insektsart som beskrevs av Sigfrid Ingrisch 1995. Lipotactes longicauda ingår i släktet Lipotactes och familjen vårtbitare. Inga underarter finns listade i Catalogue of Life.